# They've Actually Gotten Worse Live!
 (octobre 2012).
Si vous disposez d'ouvrages ou d'articles de référence ou si vous connaissez des sites web de qualité traitant du thème abordé ici, merci de compléter l'article en donnant les références utiles à sa vérifiabilité et en les liant à la section « Notes et références ».
Albums de NOFX
Never Trust a Hippy
(2006) The Myspace Transmissions
(2009)
They've Actually Gotten Worse Live! est un album live de NOFX, sorti le 20 novembre 2007. 
C'est le deuxième album live du groupe après I Heard They Suck Live!! en 1995. Il a été enregistré lors de deux concerts à San Francisco. Il a été très bien reçu par le public, si ce n'est qu'il a été critiqué pour n'avoir pas laissé le titre The Decline en entier (fade out à la fin de l'album).

## Liste des titres
| No  | Titre                                            | Durée |
| --- | ------------------------------------------------ | ----- |
| 1.  | Intro/Glass War                                  | 4:39  |
| 2.  | You're Wrong                                     | 2:53  |
| 3.  | Franco Un-American                               | 3:19  |
| 4.  | Scavenger Type                                   | 2:50  |
| 5.  | What's the Matter With Parents Today?            | 2:27  |
| 6.  | The Longest Line                                 | 2:34  |
| 7.  | New Happy Birthday Song?                         | 1:14  |
| 8.  | Eat the Meek                                     | 4:01  |
| 9.  | Murder the Government                            | 1:12  |
| 10. | Monosyllabic Girl                                | 0:52  |
| 11. | I'm Telling Tim                                  | 1:08  |
| 12. | Instant Crassic                                  | 0:40  |
| 13. | Can't Get the Stink Out                          | 0:50  |
| 14. | See Her Pee                                      | 0:29  |
| 15. | I Wanna Be an Alcoholic                          | 0:23  |
| 16. | Fuck the Kids                                    | 0:20  |
| 17. | Juice Head                                       | 0:58  |
| 18. | What Now My Love                                 | 3:35  |
| 19. | Lori Meyers (featuring Sarah Sandin)             | 3:30  |
| 20. | We March to the Beat of Indifferent Drum         | 5:40  |
| 21. | I, Melvin (featuring Matt Hensley à l'accordéon) | 3:10  |
| 22. | Green Corn                                       | 2:55  |
| 23. | Whoops I OD'd                                    | 3:10  |
| 24. | Stickin in My Eye/The Decline (faded out)        | 6:09  |